# Elecciones estatales del Sarre de 2017
Las elecciones estatales del Sarre de 2017 se llevaron a cabo el 26 de marzo de dicho año, con el propósito de elegir a los miembros del Parlamento Regional del Sarre.

## Antecedentes
Desde 2012, en el estado gobierna una gran coalición entre la Unión Demócrata Cristiana (CDU) y el Partido Socialdemócrata (SPD), bajo la ministra-presidenta Annegret Kramp-Karrenbauer.

## Partidos participantes
Los siguientes partidos participaron en la elección:
| Partido | Partido                                            | Abreviatura  | Distritos en los que se presenta | Porcentaje de votos obtenido en 2012 | Candidato                  |
| ------- | -------------------------------------------------- | ------------ | -------------------------------- | ------------------------------------ | -------------------------- |
|         | Unión Demócrata Cristiana                          | CDU          | Todos                            | 35,2 %                               | Annegret Kramp-Karrenbauer |
|         | Partido Socialdemócrata                            | SPD          | Todos                            | 30,6 %                               | Anke Rehlinger             |
|         | Die Linke                                          | DIE LINKE    | Todos                            | 16,1 %                               | Oskar Lafontaine           |
|         | Partido Pirata                                     | PIRATEN      | Todos                            | 7,4 %                                | Gerd Weber                 |
|         | Alianza 90/Los Verdes                              | GRÜNE        | Todos                            | 5,0 %                                | Hubert Ulrich              |
|         | Partido de las Familias de Alemania                | FAMILIE      | Todos                            | 1,7 %                                | Roland Körner              |
|         | Partido Democrático Libre                          | FDP          | Todos                            | 1,2 %                                | Oliver Luksic              |
|         | Partido Nacionaldemócrata de Alemania              | NPD          | Todos                            | 1,2 %                                | Peter Richter              |
|         | Freie Wähler                                       | FREIE WÄHLER | Todos                            | 0,9 %                                | Uwe Andreas Kammer         |
|         | Alternativa para Alemania                          | AfD          | Todos                            | —                                    | Rudolf Müller              |
|         | Bündnis Grundeinkommen - Die Grundeinkommenspartei | BGE          | Saarbrücken                      | —                                    | Jeanine Hechl              |
|         | Demokratische Bürger Deutschland                   | DBD          | Todos                            | —                                    | Hans Peter Pflug           |
|         | Die Einheit                                        | DIE EINHEIT  | Todos                            | —                                    | Andrej Bott                |
|         | Die Reformer                                       | REFORMER     | Todos                            | —                                    | Paul Müller                |
|         | Freie Bürger Union                                 | FBU          | Neunkirchen                      | —                                    | Gisela Maria Müller        |
|         | Reformadores Liberal-Conservadores                 | LKR          | Todos                            | —                                    | Sven Wagner                |

## Encuestas

### Partidos
| Encuestador             | Fecha      |        |        |        | Piraten |       |       |       | Otros |
| ----------------------- | ---------- | ------ | ------ | ------ | ------- | ----- | ----- | ----- | ----- |
| Forschungsgruppe Wahlen | 23.03.2017 | 37 %   | 32 %   | 12,5 % | –       | 4,5 % | 4 %   | 6 %   | 4 %   |
| INSA                    | 22.03.2017 | 35 %   | 33 %   | 13 %   | –       | 4 %   | 5 %   | 6 %   | 4 %   |
| Forschungsgruppe Wahlen | 17.03.2017 | 37 %   | 32 %   | 12 %   | –       | 4 %   | 4 %   | 7 %   | 4 %   |
| Infratest dimap         | 16.03.2017 | 35 %   | 34 %   | 13 %   | –       | 4,5 % | 3 %   | 6,5 % | 4 %   |
| Forsa                   | 09.03.2017 | 34 %   | 33 %   | 13 %   | –       | 5 %   | 4 %   | 6 %   | 5 %   |
| INSA                    | 07.03.2017 | 36 %   | 33 %   | 12 %   | –       | 4 %   | 4 %   | 7 %   | 4 %   |
| Infratest dimap         | 26.01.2017 | 38 %   | 26 %   | 14 %   | –       | 5 %   | 4 %   | 9 %   | 4 %   |
| INSA                    | 13.01.2017 | 35 %   | 24 %   | 16 %   | –       | 6 %   | 5 %   | 10 %  | 4 %   |
| Forsa                   | 15.11.2016 | 37 %   | 26 %   | 15 %   | –       | 6 %   | 3 %   | 9 %   | 4 %   |
| Infratest dimap         | 11.05.2016 | 34 %   | 29 %   | 12 %   | –       | 7 %   | 4 %   | 11 %  | 3 %   |
| Infratest dimap         | 31.03.2015 | 40 %   | 33 %   | 10 %   | 1 %     | 6 %   | 2 %   | 4 %   | 4 %   |
| Infratest dimap         | 14.05.2014 | 37 %   | 34 %   | 13 %   | 2 %     | 5 %   | –     | 5 %   | 4 %   |
| Infratest dimap         | 07.05.2013 | 39 %   | 36 %   | 10 %   | 2 %     | 6 %   | 2 %   | 3 %   | 2 %   |
| Elección anterior       | 25.03.2012 | 35,2 % | 30,6 % | 16,1 % | 7,4 %   | 5,0 % | 1,2 % | n.a.  | 4,4 % |

### Preferencia de Ministra-Presidenta
| Encuestador             | Fecha      | Annegret Kramp-Karrenbauer (CDU) | Anke Rehlinger (SPD) |
| ----------------------- | ---------- | -------------------------------- | -------------------- |
|                         |            |                                  |                      |
| Forschungsgruppe Wahlen | 26.03.2017 | 52 %                             | 36 %                 |
| Infratest dimap         | 26.03.2017 | 52 %                             | 38 %                 |
| Forschungsgruppe Wahlen | 23.03.2017 | 53 %                             | 34 %                 |
| Forschungsgruppe Wahlen | 17.03.2017 | 55 %                             | 31 %                 |
| Infratest dimap         | 16.03.2017 | 51 %                             | 32 %                 |
| Infratest dimap         | 26.01.2017 | 60 %                             | 23 %                 |
| Forsa                   | 15.11.2016 | 53 %                             | 19 %                 |
| Infratest dimap         | 11.05.2016 | 59 %                             | 26 %                 |
| Infratest dimap         | 31.03.2015 | 62 %                             | 18 %                 |

## Resultados
Los resultados finales oficiales son:
| Partido | Partido       | Votos   | %     | +/-    | Escaños | +/- |
| ------- | ------------- | ------- | ----- | ------ | ------- | --- |
|         | CDU           | 217.263 | 40,70 | + 5,48 | 24      | + 5 |
|         | SPD           | 158.057 | 29,61 | − 1,00 | 17      | ± 0 |
|         | Die Linke     | 68.566  | 12,85 | − 3,28 | 7       | − 2 |
|         | AfD           | 32.971  | 6,18  | + 6,18 | 3       | + 3 |
|         | Verdes        | 21.392  | 4,01  | − 1,03 | –       | − 2 |
|         | FDP           | 17.419  | 3,26  | + 2,04 | –       |     |
|         | Familie       | 4.435   | 0,83  | − 0,91 | –       |     |
|         | Piraten       | 3.979   | 0,75  | − 6,66 | –       | − 4 |
|         | NPD           | 3.744   | 0,70  | − 0,46 | –       |     |
|         | Freie Wähler  | 2.146   | 0,40  | − 0,47 | –       |     |
|         | LKR           | 1.179   | 0,22  | + 0,22 | –       |     |
|         | Reformer      | 880     | 0,17  | + 0,17 | –       |     |
|         | DIE EINHEIT   | 872     | 0,16  | + 0,16 | –       |     |
|         | DBD           | 543     | 0,10  | + 0,10 | –       |     |
|         | BGE           | 286     | 0,05  | + 0,05 | –       |     |
|         | FBU           | 51      | 0,01  | + 0,01 | –       |     |
|         | Inscritos     | 774.951 |       |        |         |     |
|         | Votantes      | 540.290 | 69,7  | + 8,1  |         |     |
|         | Votos nulos   | 6.507   | 1,2   | − 0,9  |         |     |
|         | Votos válidos | 533.783 |       |        |         |     |

## Post-elección
Las encuestas preelectorales sugirieron una contienda cercana entre la CDU y el SPD, pero la CDU sorprendió a los observadores al superar las predicciones. Después de la elección, varios comentaristas describieron los resultados como un alza para las perspectivas electorales de septiembre de 2017 de la canciller alemana Angela Merkel y la CDU, y como un revés para el líder del SPD y candidato a canciller Martin Schulz.
El Parlamento se constituyó el 24 de abril. Se formó nuevamente de una coalición de gobierno entre la CDU y el SPD.